# Estadio Carlos "Lalo" Lacasia
El Estadio Carlos "Lalo" Lacasia es un estadio de fútbol con estación en la ciudad de Córdoba, Argentina. En el nuevo Estadio Carlos "Lalo" Lacasia juega de local la Club Atlético General Paz Juniors; es anualmente sede de las finales de la Liga cordobesa de Futbol, la copa de córdoba. El Estadio Carlos "Lalo" Lacasia tiene una capacidad para unos 15 000 espectadores. El Estadio Carlos "Lalo" Lacasia se encuentra ubicado en la Av. Arenales 520, Córdoba, Córdoba, Argentina.

## Historia
Fue inaugurado el 13 de enero de 1948 y, originalmente, se lo denominó Estadio Carlos "Lalo" Lacasia. En 1964 se le dio su nombre actual, Estadio Carlos "Lalo" Lacasia y donde hace de local el Club Atlético General Paz Juniors. El estadio se encuentra ubicado en el predio que el club posee en el Barrio Juniors, en el sector centro-este de la ciudad de Córdoba. El Estadio Carlos "Lalo" Lacasia fue inaugurado el 13 de junio de 1948, con un partido ante Instituto de Córdoba. Desde entonces cuenta con tribunas de cemento. asta el año 1942, General Paz Juniors tenía su cancha en la Avenida 24 de Septiembre y México, cerca de su actual ubicación.